# モンガラドオシ
モンガラドオシ（学名：Ophichthus erabo）は、ウナギ目ウミヘビ科に属する魚類の一種。

## 分布
西・中部太平洋からインド洋に分布する。日本では千葉県以南の海域に分布する。

## 特徴
体長60cm。黄褐色の細長い体には、暗褐色の円形の斑紋が並び、とくに頭部の斑紋は小さくなる。背鰭にも不定形の暗褐色斑がある。

## 近縁種
- ホウライウミヘビ Ophichthus evermanni Jordan et Richardson, 1909

南日本、西太平洋に分布。
- イレズミウミヘビ Ophichthus bonaparti (Kaup, 1856)

西太平洋、インド洋に分布。
- イナカウミヘビ Ophichthus asakusae Jordan et Snyder, 1901

神奈川県から高知県の海域に分布。
- スソウミヘビ Ophichthus urolophus (Temminck et Schlegel, 1846)

西・中部太平洋、インド洋に分布。
- ワヌケモンガラドオシ Ophichthus polyophthalmus (Bleeker, 1864)

太平洋、南アフリカに分布。